# Список резерватів Казахстану
Резерват — це особливий вид ООПТ, передбачений законодавством Казахстану. Резервати є юридичними особами та створюються у формі державної установи. За визначенням МСОП входить у VI категорію — «Ділянка сталого природокористування: функціонує головним чином задля стійкого використання природних екосистем», на відміну від національних парків (категорія II), функціонуючих головним чином збереження природних екосистем і рекреації.
Територія державних природних резерватів поділяється на зони з різними видами режиму охорони та використання:
- 1) зона заповідного режиму — зона ядра, призначена для довгострокового збереження генетичних ресурсів, біологічної різноманітності, екологічних систем і ландшафтів, має достатні розміри для досягнення таких цілей;
- 2) буферна зона — ділянка території, що використовується для ведення екологічно орієнтованої господарської діяльності та сталого відтворення біологічних ресурсів.

## Список резерватів
У цій таблиці резервати розташовані у хронологічному порядку їх організації.
| # | Зображення | Назва                                               | Рік створення     | Площа, га | Область                      |
| - | ---------- | --------------------------------------------------- | ----------------- | --------- | ---------------------------- |
| 1 |            | Державний лісовий природний резерват «Ертіс Ормани» | 2003              | 277 961   | Павлодарська область         |
| 2 |            | Державний лісовий природний резерват «Семей Ормани» | 2003              | 654 179,8 | Абайська область             |
| 3 |            | Іргіз-Тургайський державний природний резерват      | 2007              | 1 173 511 | Актюбінська область          |
| 4 |            | Державний природний резерват «Акжайик»              | 2009              | 111 500   | Атирауська область           |
| 5 |            | Державний природний резерват «Алтин Дала»           | 2012              | 489 766   | Костанайська область         |
| 6 |            | Державний природний резерват «Іле-Балхаш»           | 2018              | 415 164,2 | Алматинська область          |
| 7 |            | Державний природний резерват «Бокейорда»            | 2022              | 343 040,1 | Західноказахстанська область |
| а |            | Державний природний резерват «Жаик Ормани»          | планується у 2023 | 46 969    | Західноказахстанська область |
| б |            | Державний природний резерват «Ертіс жайилмаси»      | планується у 2024 | 220 000   | Павлодарська область         |
| в |            | Державний природний резерват «Тюлені острови»       | планується у 2025 |           | Мангистауська область        |